# 什麼意思？
〈什麼意思？〉（英語："What Do You Mean?"）是加拿大歌手賈斯汀·比伯第四張錄音室專輯中的一首歌曲。2015年8月28日，Def Jam推出這首歌作為專輯的首發主打單曲。這首歌由比伯、傑森·「Poo Bear」·博伊德及梅森·利維（Mason Levy）作詞作曲，MdL及比伯共同製作。〈什麼意思？〉運用了響亮的排笛聲、反覆循環的歌詞、鋼琴和弦、熱帶合成器、貝斯及時鐘滴答聲等元素，再加上比伯悅耳、深情的唱腔，形成一首綜合流行及熱帶浩室曲風的歌曲。比伯透過〈什麼意思？〉的歌詞詢問一位女性，為何她的肢體語言卻與說出的話相互矛盾，藉由這首歌曲描述對於異性的捉摸不清。
這首歌曲曾登上幾個2015年度最佳歌曲排行榜，也曾登上包括加拿大、愛爾蘭、紐西蘭、挪威等國的排行榜冠軍。〈什麼意思？〉更成為比伯在澳洲、美國及英國的首支冠軍單曲。

## 背景
2015年7月28日，經過與史奇雷克斯及迪波洛組成的傑克U合作推出〈你在哪裡〉廣受全球讚譽後，比伯在廣播節目《與萊恩·西克雷斯特有約》宣布將推出即將發行的專輯中的首支單曲。比伯的經紀人斯庫特·布勞恩在節目中給予西克雷斯特一張單曲宣傳牌，並建議他拍張照片上傳至Instagram。此後，為了廣泛宣傳這首歌曲，布勞恩邀請瑪麗亞·凱莉、紅髮艾德、亞莉安娜·格蘭德、大肖恩、艾拉妮絲·莫莉塞特、梅根·崔娜、布蘭妮·斯皮爾斯、希拉蕊·朵芙、混合甜心、克里斯·馬汀、卡莉·蕾·傑普森等名人，為歌曲的發行倒數。在接受瑞安·西克雷斯特的訪問時，比伯形容這是一首「令人愉快」、「適合夏天」且「十分驚奇」的歌曲。當談論到歌詞內容時，他表示「的確，女人時常優柔寡斷。她們嘴上說的和心裡想的卻是兩回事。所以……我真的不了解妳的意思，所以我才會提出疑問。」2015年8月19日，比伯隨機挑選49名Twitter追隨者，將各個不同的歌詞片段傳送給他們。傑森·利普舒茨（Jason Lipshutz）對此作出解釋，「每個訊息都包含了一個不同時間的時鐘圖案，正好對應了該段歌詞在這首歌中的順序，而賈斯汀·比伯的粉絲們在週三便拼湊出了即將發行的歌曲的歌詞。」2015年8月5日，比伯在清晰頻道通信公司的一場活動中，向電臺專家呈獻這首歌曲。

## 發行
這首歌在2015年8月28日發行，並在2015年9月1日起，於當代流行電台播出。《告示牌》在2015年10月16日的報導指出，若是歌迷在iTunes預購這張專輯的話，將會額外獲得〈什麼意思？〉的亞莉安娜·格蘭德合唱版本。

## 作詞作曲
〈什麼意思？〉由比伯、傑森·「Poo Bear」·博伊德及梅森·利維作詞作曲，MdL及比伯共同製作。最初，媒體曾推測這首歌是由史奇雷克斯製作。然而，比伯的發言人在一場《滾石》的訪問中，證實這首歌是由比伯及MdL製作，在此之前，兩人便曾在單曲〈男朋友〉（2012年）合作過。 歌曲的主曲調為降A大調，每分鐘125拍的弱拍速度。比伯的音域範圍從低音F3至高音G5。這是一首流行及熱帶浩室曲風的歌曲。
比伯在這首歌中運用了被形容為「悅耳且深情」的氣聲唱腔。歌曲的製作包含了長笛管弦樂器、反覆循環的歌詞、鋼琴和弦、熱帶合成器、貝斯及時鐘滴答聲等元素。MTV的編輯吉爾·考夫曼（Gil Kaufman）提到這首歌包含了「電顫琴聲中滑溜長笛聲的顫音」。他更表示這首歌是史奇雷克斯及迪波洛（Diplo）製作、由比伯獻聲的〈你在哪裡〉的「一種續集」。
〈什麼意思？〉一曲描述著想要將愛情了解透徹，但卻無法猜透女生的心境，正如歌詞中所述「什麼意思？/你點頭說好，其實想說不？/什麼意思？/當你不要我走，卻又叫我離開？」

## 評論
《今日美國》的卡莉·瑪倫鮑姆（Carly Mallenbaum）在八月初聽過〈什麼意思？〉後，形容這首歌相當「朗朗上口」。同樣地，《每日野獸》的一位作家表示「〈什麼意思？〉）非常地朗朗上口；比伯又添加了一首紅翻天的歌曲。」MTV新聞的吉爾·考夫曼同樣也認為這首歌將「紅翻天」，解釋說「這首歌是典型的賈斯汀·比伯：有魅力、認真、懇求再加上一點點的性感。」音樂網站Idolator的麥克·沃斯（Mike Wass）稱讚這首歌「立刻使人難以忘懷」，又附註說「歌唱而言，（比伯）從沒有過這麼好的聲音。」數碼間諜的艾咪·戴維森（Amy Davidson）稱這是一首「完美的流行音樂，也是偏向於千禧世代的情歌。」《Spin》的安德魯·翁特貝格爾（Andrew Unterberger）認為這首歌「真的很令人愉快」。《紐約》雜誌的肖恩·菲茨-杰拉德（Sean Fitz-Gerald）同樣給予正面評價：「這首歌聽起來就像是你帶著史帝夫·青木的鬧鐘來到了熱帶海灘渡假村一般。（換句話說，真的是首動聽的電子樂。）」《告示牌》的傑森·利普舒茨（Jason Lipshutz）給予這首歌四顆星（滿分五顆星）的評價並將這首歌定位為比伯「企圖東山再起」的作品，說道「（這首歌）結合了〈你在哪裡〉的優點並表現得更加暖和及親切，卻又不失微妙及令人印象深刻之處。」

## 音樂影片
〈什麼意思？〉的歌詞影片於2015年8月28日釋出，由拉班·菲迪亞斯（Laban Pheidias）執導，並由萊恩·謝克勒及切爾西·卡斯特羅（Chelsea Castro）配合滑板演出。音樂影片由布拉德·福爾曼執導，約翰·李古查摩及齊妮亞·德麗主演，並在8月30日的2015年MTV音樂錄影帶大獎首映。

## 曲目
| 數位下載 | 數位下載   | 數位下載 |
| 曲序     | 曲目       | 时长     |
| -------- | ---------- | -------- |
| 1.       | 什麼意思？ | 3:26     |

| CD單曲   | CD單曲               | CD單曲 |
| 曲序     | 曲目                 | 时长   |
| -------- | -------------------- | ------ |
| 1.       | 什麼意思？           | 3:26   |
| 2.       | 什麼意思？（演奏版） | 3:26   |
| 总时长： | 总时长：             | 6:52   |

## 榜單
| 排行榜（2015–16年）                        | 最高 排名 |
| ------------------------------------------ | --------- |
| 澳大利亚（澳大利亚唱片业协会單曲榜）       | 1         |
| 奥地利（Ö3四十强单曲榜）                   | 1         |
| 比利时佛兰德（Ultratop五十强单曲榜）       | 3         |
| 比利时瓦隆（Ultratop五十强单曲榜）         | 2         |
| 保加利亞（國際唱片業協會保加利亞分會）     | 5         |
| 加拿大（Canadian Hot 100）                 | 1         |
| 捷克（電台百強單曲榜）                     | 86        |
| 捷克（百強數位單曲榜）                     | 1         |
| 丹麥（Hitlisten单曲榜）                    | 1         |
| 歐洲（《告示牌》Euro Digital Song Sales）  | 1         |
| 芬兰（芬蘭官方單曲榜）                     | 1         |
| 法国（法國唱片出版業公會單曲榜）           | 3         |
| 德国（德國官方單曲榜）                     | 4         |
| 希臘（《告示牌》）                         | 1         |
| 匈牙利（四十强电台榜）                     | 28        |
| 匈牙利（四十強單曲榜）                     | 1         |
| 冰島（RÚV）                                | 3         |
| 愛爾蘭（愛爾蘭唱片音樂協會单曲榜）         | 1         |
| 以色列（媒体森林电台榜）                   | 2         |
| 義大利（意大利音乐产业联盟）               | 2         |
| 日本（Japan Hot 100）                      | 13        |
| 黎巴嫩（黎巴嫩官方二十强榜）               | 6         |
| 荷兰（荷蘭四十強單曲榜）                   | 1         |
| 荷兰（百强单曲榜）                         | 1         |
| 墨西哥（墨西哥二十強單曲榜）               | 2         |
| 新西兰（新西兰唱片音乐协会单曲榜）         | 1         |
| 挪威（世道單曲榜）                         | 1         |
| 波蘭（影音榜）                             | 4         |
| 葡萄牙（《告示牌》Portugal Digital Songs） | 1         |
| 蘇格蘭（官方榜单公司單曲榜）               | 1         |
| 斯洛伐克（百強數位單曲榜）                 | 1         |
| 南非（非洲娛樂監測单曲榜）                 | 1         |
| 韓國（Gaon國際單曲榜）                     | 7         |
| 西班牙（西班牙音樂製作協會）               | 3         |
| 瑞典（瑞典最熱榜）                         | 1         |
| 瑞士（瑞士热门音乐榜）                     | 2         |
| 英國（官方榜单公司單曲榜）                 | 1         |
| 美国（《告示牌》百大單曲榜）               | 1         |
| 美國（《告示牌》成人當代單曲榜）           | 14        |
| 美國（《告示牌》Adult Pop Airplay）        | 8         |
| 美國（《告示牌》Dance Club Songs）         | 1         |
| 美國（《告示牌》Dance/Mix Show Airplay）   | 1         |
| 美國（《告示牌》Pop Airplay）              | 1         |
| 美國（《告示牌》Rhythmic Songs）           | 3         |

| 排行榜（2015年）                     | 排名 |
| ------------------------------------ | ---- |
| 澳大利亞（澳大利亞唱片業協會單曲榜） | 9    |
| 比利时佛兰德（Ultratop單曲榜）       | 46   |
| 加拿大（加拿大百強單曲榜）           | 19   |
| 德國（德國官方榜單）                 | 42   |
| 以色列（媒體森林）                   | 42   |
| 義大利（FIMI）                       | 17   |
| 荷蘭（荷蘭四十大單曲榜）             | 19   |
| 紐西蘭（紐西蘭唱片音樂協會）         | 11   |
| 英國（官方榜單公司單曲榜）           | 9    |
| 美國（《告示牌》百強單曲榜）         | 33   |
| 排行榜（2016年）                     | 排名 |
| 澳大利亞（澳大利亞唱片業協會單曲榜） | 68   |
| 比利时佛兰德（Ultratop單曲榜）       | 97   |
| 加拿大（加拿大百強單曲榜）           | 19   |
| 丹麥（Tracklisten）                  | 42   |
| 義大利（FIMI）                       | 36   |
| 荷蘭（百強單曲榜）                   | 33   |
| 紐西蘭（紐西蘭唱片音樂協會）         | 29   |
| 瑞士（瑞士熱門音樂榜）               | 60   |
| 英國（官方榜單公司單曲榜）           | 35   |
| 美國（《告示牌》百強單曲榜）         | 31   |
| 美國（《告示牌》當代成人單曲榜）     | 31   |

## 認證
| 地區                                                     | 认证       | 认证单位/销量 |
| -------------------------------------------------------- | ---------- | ------------- |
| 澳大利亚（澳大利亚唱片业协会）                           | 5× 白金    | 350,000‡      |
| 比利时（比利時唱片音樂協會）                             | 2× 白金    | 60,000‡       |
| 加拿大（加拿大音乐协会）                                 | 6× 白金    | 480,000‡      |
| 丹麦（國際唱片業協會丹麥分會）                           | 4× 白金    | 360,000‡      |
| 法国（法國唱片出版業公會）                               | 白金       | 133,333‡      |
| 德国（聯邦音樂產業協會）                                 | 白金       | 400,000‡      |
| 意大利（意大利音乐产业联盟）                             | 6× 白金    | 300,000‡      |
| 日本（日本唱片協會）                                     | 白金       | 250,000*      |
| 墨西哥（墨西哥音像製品協會）                             | 4× 白金+金 | 270,000‡      |
| 新西兰（新西兰唱片音乐协会）                             | 4× 白金    | 0*            |
| 挪威（國際唱片業協會挪威分会）                           | 4× 白金    | 240,000‡      |
| 波兰（波蘭音像製造商協會）                               | 钻石       | 100,000‡      |
| 葡萄牙（葡萄牙唱片業協會）                               | 白金       | 20,000‡       |
| 西班牙（西班牙音樂製作協會）                             | 3× 白金    | 120,000‡      |
| 瑞典（瑞典唱片業協會）                                   | 8× 白金    | 320,000‡      |
| 英国（英国唱片业协会）                                   | 4× 白金    | 1,028,710     |
| 美国（美國唱片業協會）                                   | 7× 白金    | 7,000,000‡    |
| 流媒体                                                   |            |               |
| 日本（日本唱片協會）                                     | 金         | 50,000,000†   |
| *僅含認證的實際銷量 ‡僅含認證的+實際銷量 †僅含認證的銷量 |            |               |

## 發行歷史
| 地區     | 日期          | 形式         | 唱片公司                   | 參考    |
| -------- | ------------- | ------------ | -------------------------- | ------- |
| 多數國家 | 2015年8月28日 | 數位下載     | Def Jam                    | [ 116 ] |
| 美國     | 2015年9月1日  | 當代流行電台 | Def Jam                    | [ 8 ]   |
| 義大利   | 2015年9月4日  | 當代流行電台 | RBMG （ 英语 ： RBMG Records） Def Jam | [ 117 ] |
| 德國     | 2015年10月9日 | CD單曲       | Def Jam 環球               | [ 118 ] |